# Wygoda (hromada Zaleszczyki)
Wygoda – wieś na Ukrainie w rejonie czortkowskim należącym do obwodu tarnopolskiego.